# Matrix (B.A.P迷你專輯)
《MATRIX》是韓國男子組合B.A.P第四張迷你專輯。由TS娛樂製作，於2015年11月16日由LOEN娛樂發行。獨家限量親筆簽名版本於2015年12月8日由索尼音樂發行。專輯製作人為方容國，主打歌曲為〈Young, Wild & Free〉。

## 概要
本作是B.A.P歷經與TS娛樂合約糾紛後，睽違一年九個月之新專輯。專輯名稱「MATRIX」含有個人或者社會正在成長當中的「母體」與「基本」之意，並由隊長方容國親自擔任製作人。
專輯主題概念為「青春」，主打曲製作由方容國與韓國混音師Randy Merrill合作。鐘業與Zelo則與Keone Madrid（키오니 마드리드）合作舞蹈編排。主打曲〈Young, Wild & Free〉之音樂錄影帶由韓國導演洪源基執導，亦是繼《Warrior》、《ONE SHOT》、《1004(Angel)》後再次與相同製作團隊合作。Him Chan後於廣播中提及與母獅子一同拍攝音樂錄影帶很恐怖。

### 後續活動
結束主打歌曲〈Young, Wild & Free〉宣傳後，B.A.P以《Be Happy》繼續後續曲活動。12月19日，TS娛樂透過官方Naver tvcast頻道公開Zelo舞蹈編排幕後花絮。

## 公開
B.A.P於2015年10月5日，透過官方Facebook專頁釋出海報，透露將於11月15日於東大門舉行Showcase。10月12日，公開包含新專輯資訊的字謎拼圖「MATO PUZZLE」。20日起，成員於個人Instagram公開吉祥物Matoki預告照。11月2日，釋出專輯收錄曲試聽、公開字謎解答及回歸日程表。
於2日起陸續公開之成員概念照中，皆有著成員對於「青春」之看法，依照釋出日期分別如下：
- 方容國：青春；一起成為現實主義者，但還是要懷抱不可能的夢想。[10]
- 鐘業：青春就是同時望著夢想與現實的時期。[11]
- 永才：即使感到辛苦、害怕，也要以青春作為藉口，繼續跑下去。[12]
- Zelo：我們的青春是機會的延續。[13]
- Him Chan：希望那些寫成「選擇」，而讀成「青春」的事物能夠永遠美麗。[14]
- 大賢：成為我們眾多回憶的青春。[15]

## 歌曲
收錄歌曲呼應此次專輯概念——青春：
- Take you there：獻給支持喜愛著B.A.P的歌迷BABY，大家所奉獻的青春。[3]
- Young, Wild & Free：此次專輯主打曲。歌詞中提及「同樣的考驗再次來到我們也無法阻擋」及「黑夜即將來臨也要盡全力奔跑」記錄B.A.P紀念「青春」的心情。[3]

## 收錄曲目
| 曲序     | 曲目               |                                      | 作曲                                  | 编曲          | 时长  |
| -------- | ------------------ | ------------------------------------ | ------------------------------------- | ------------- | ----- |
| 1.       | Take You There     | B.A.P 金泰完for Groove Network Kevin | Ye-YO! 金泰完for Groove Network Kevin | Ye-Yo!        | 3:26  |
| 2.       | Monologue          | 方容國 金昌樂 Zelo                   | 方容國 金昌樂                         | 方容國 金昌樂 | 1:30  |
| 3.       | Young, Wild & Free | 方容國 金昌樂                        | 方容國 金昌樂                         | 方容國 金昌樂 | 3:09  |
| 4.       | Be Happy           | 方容國 金昌樂 Sleepy                 | 方容國 金昌樂                         | 方容國 金昌樂 | 3:35  |
| 5.       | Blind              | 方容國 朴秀錫 仁宇                   | 朴秀錫 仁宇                           | 朴秀錫 仁宇   | 3:58  |
| 总时长： | 总时长：           | 总时长：                             | 总时长：                              | 总时长：      | 15:51 |

## 排行榜及銷售
憑藉〈Young, Wild & Free〉一曲，B.A.P於11月27日的《Music Bank》及12月2日的《The Show》奪得一位，此是繼〈1004(Angel)〉後的第二首冠軍歌曲；在告示牌及iTunes亦取得亮眼成績。
| 韓國Gaon Chart         | 專輯榜     | 週榜       | #1 2 | 無資料         | [ 17 ] [ 18 ] |
| 韓國Gaon Chart         | 專輯榜     | 月榜       | #3   | 80,953張       | [ 19 ]        |
| 韓國Gaon Chart         | 專輯榜     | 年榜       | #20  | 98,276張       | [ 20 ]        |
| 韓國Gaon Chart         | 數位單曲榜 | 週榜       | #42  | 不適用         | [ 21 ]        |
| 韓國Gaon Chart         | 數位單曲榜 | 月榜       | #159 | 不適用         | [ 22 ]        |
| 韓國Gaon Chart         | 串流媒體榜 | 週榜       | #113 | 不適用         | [ 23 ]        |
| 韓國Gaon Chart         | 串流媒體榜 | 月榜       | #308 | 不適用         | [ 24 ]        |
| 韓國Gaon Chart         | 數位下載榜 | 週榜       | #34  | 39,229首       | [ 25 ]        |
| 韓國Gaon Chart         | 數位下載榜 | 月榜       | #157 | 45,201首       | [ 26 ]        |
| 韓國Gaon Chart         | 社交排行榜 | 社交排行榜 | #4   | 26,979（分數） | [ 27 ]        |
| 臺灣5大唱片            | 日韓榜     | 週榜       | #1 4 | 10.67%         | [ 28 ]        |
| 美國告示牌             | 世界專輯榜 | 週榜       | #3   | 無資料         | [ 29 ]        |
| iTunes                 | 世界專輯榜 | 週榜       | #14  | 無資料         | [ 16 ]        |
| 日本Oricon             | 專輯榜     | 週榜       | #30  | 2,877          | [ 30 ]        |
| 角標註「n」代表連續n週 |            |            |      |                |               |

## 主創人員
以下羅列本張專輯參與工作人員。
- B.A.P－和聲（#1、#3、#4）
- 方容國－貝斯（#3）
- 李辰浩（이진호）－吉他、鍵盤（#1）
- 玉在源（옥재원）－貝斯（#1）
- 金昌樂（김창락）－和聲（除了#5以外之歌曲）、鍵盤（#2、#3、#4）
- 鄭秀完（정수완）－吉他（#2、#3、#4）
- 洪準浩（홍준호）－吉他（#5）
- 崔勳－貝斯（#5）
- 鄭昇右（정승우）－和聲（#5）

- 金敏希（김민희）－錄音
- 裴勳稙（배훈직）－錄音
- Ken Lewis－混音
- 金賢坤（김현곤）－混音
- Kyan Hensley－混音
- 成知勳（성지훈）－混音
- Mr. Joe（조씨아저씨）－混音
- Randy Merrill－母帶後期製作
- 朴相賢（박상현）－舞蹈編排

| 視覺設計 - 朴素賢（박소현）－美術指導 - 金知妍（김지연）－攝影 - 權五京（권오경）－攝影協助 - 朴鐘敏（박종민）－攝影協助 - iko J－封面設計 - 金春泉（김봄샘）－專輯設計 - 金定雅（김정아）－書法 - 金藝知（김예지）－書法協助 | 管理 - 朴啟恩（박계은）－經理人 - 禹靑林（우청림）－行銷管理 - 金載鎬（김재호）－行銷管理 - 崔成勛（최성훈）－行銷管理 - 鄭光熙（정광희）－行銷管理 - 朴成賢（박성현）－行銷管理 - 池益九（지익구）－行銷管理 | - 孫成歡（손성환）－行銷管理 - 金經完（김경완）－行銷管理 - 裴辰旭（배진욱）－行銷管理 - 尹槿秀（윤근수）－行銷管理 - 金恩正（김은정）－A&R及出版 - 權惠美（권혜미）－A&R及出版 |

## 發行

### 發行歷史
| 區域 | 時間           | 廠牌   | 格式         | 編號       |
| ---- | -------------- | ------ | ------------ | ---------- |
| 韓國 | 2015年11月16日 | TS娛樂 | CD、數位下載 | L200001175 |

### 發行版本
專輯共分為三種版本發行：
- 一般版：寫真冊40頁、小卡1張（共6款，僅一般版包含，特別版則無）。
- 特別版：共分為6款，封面為成員個人代表Mitoki，對應版本之英文代號如下：
  - M版：大賢
  - A版：容國
  - T版：Zelo
  - R版：HimChan
  - I版：鐘業
  - X版：永才
- 獨家限量親筆簽名版：共分為7款
  - Normal版
  - M、A、T、R、I、X版（成員個人版）：共6款。